# TVB娛樂新聞報道
TVB娛樂新聞報道（英語：Entertainment News）是香港TVB娛樂新聞台的旗艦節目，以報導娛樂新聞為主，於2006年6月25日晚上7時TVB娛樂新聞台啟播時首播。節目亦會逢星期一至五在無綫電視TVB Plus晚上9:00直播。

## 概述
節目主要報道香港娛樂圈的消息，以至世界各地的影視娛樂新聞。每日（星期一至日）有三節直播時段，分別為下午5:00、晚上7:00及晚上10:00，如有重要娛樂消息和娛樂新聞將隨時更新，例如在香港的凌晨時間舉行的「國際艾美獎」、「奧斯卡頒獎禮」、「英國電影學院獎」等。節目內一般娛樂消息會用上不同的主題，例如「今日風頭」、「新鮮娛樂」、「即日新聞」、「娛樂焦點」、「娛樂快訊」、「全城獨家」、「娛圈有囍」、「娛星殞落」等；專題報道有「音樂狂熱」及「電影特攻」；其他地區消息有「直通國內」、「台灣站」、「登陸韓國」、「登陸日本」等。節目每星期亦會有一位或多位藝人專訪「Star Talk」。

## 外部連結
- TVB娛樂新聞台的Facebook專頁
- 無綫娛樂新聞台
- 無綫網絡電視